# Dorymyrmex caretteoides
Dorymyrmex caretteoides é uma espécie de formiga do gênero Dorymyrmex.